# 维斯瓦纳塔姆
维斯瓦纳塔姆（Viswanatham），是印度泰米尔纳德邦Virudhunagar县的一个城镇。总人口22121（2001年）。

## 人口
该地2001年总人口22121人，其中男性10951人，女性11170人；0—6岁人口3387人，其中男1714人，女1673人；识字率59.78%，其中男性为69.14%，女性为50.61%。